# Mille Lacs County Courthouse
Das Mille Lacs County Courthouse ist das Justiz- und Verwaltungsgebäude (Courthouse) des Mille Lacs County im Bundesstaat Minnesota der Vereinigten Staaten. Es befindet sich in Hausnummer 635 der 2nd Street Southeast im Ort Milaca.
Aus Anlass der Verlegung des County Seat (Verwaltungssitz) des Mille Lacs County von Princeton in den kleineren, aber zentraler im County gelegenen Ort Milaca wurde 1923 das neue Mille Lacs County Courthouse errichtet. Das Bauwerk im Stil der Neorenaissance kostete 150.000 $. Das Gebäude wurde nach dem Entwurf von Croft & Boerner von der J. A. McDonald Construction Co. errichtet (beide aus Minneapolis). Für die Fassade wurde der Beton mit glatten Werksteinen aus Kalkstein (Bedford limestone) verkleidet. Das ansonsten streng rechteckige Gebäude wird durch einen zweistöckigen Eingangsvorbau mit Kranzverzierung aufgelockert.
In der Innenausstattung finden sich schwarzgerahmte Terrazzo-Böden sowie ein oktogonales Atrium mit Bleiverglasung nach oben. Die verglaste Eingangstür ist durch eine Schmiedearbeit mit eingelegten Initialen „ML“ verziert. Dieses Monogramm wird in den eisernen Handläufen an den Marmortreppen wiederholt, die sich von der Eingangstür in das erste und in umgekehrter Richtung in das zweite Geschoss erstrecken. Weiter gehören Holzarbeiten zur Innenausstattung.
Das heutige Aussehen wird geprägt durch eine 1978 von Johnson and Forberg Associates aus Minneapolis durchgeführte Renovierung.
Das Bauwerk wurde 1977 in das National Register of Historic Places aufgenommen; es ist dort unter der Nummer 77000756 gelistet.

## Belege
- Einträge aus dem Mille Lacs County im National Register of Historic Places.
- Building Location Details: Mille Lacs County Courthouse, Minnesota Judicial Branch. Abgerufen am 23. Mai 2013.